# Axel Raab
Carl (Karl) Axel Raab, född 12 november 1835 i Stockholm, död 18 februari 1871 i Düsseldorf, var en svensk militär, målare och tecknare.
Han var son till kamreren Carl Wilhelm Raab och Sofia Lindström och brorson till Axel Arvid Raab. Han var ursprungligen militär med sergeants grad vid Dalregementet 1866. Samtidigt med sitt militära arbete studerade han målning vid Konstakademien 1859–1865. Han begärde avsked 1870 och flyttade till Düsseldorf för att på heltid ägna sig åt sin konstnärliga verksamhet. Han medverkade i konstakademiens utställning 1870 och var representerad i den nordiska industri- och konstutställningen i Köpenhamn 1872. Hans konst består av porträtt, Stockholmsmotiv och djurmålningar. Raab är representerad vid Nationalmuseum, Vänersborgs museum, Uppsala universitetsbibliotek och Postmuseum i Stockholm.